# João Zeferino da Costa
João Zeferino da Costa (25 août 1840, Rio de Janeiro - 24 août 1916) est un artiste peintre brésilien. Parmi ses œuvres les plus célèbres figurent les panneaux de l'église de la Chandeleur (Igreja da Candelária) à Rio de Janeiro.